# Foreskin Man
De Foreskin Man (vertaald: Voorhuidman) is de hoofdpersonage in een gelijknamige comic. Hij is ingezet als superheld in aanloop naar een referendum eind 2011 in San Francisco met de vraag of besnijdenis bij mannen c.q. jongetjes verboden moet worden. 
De maker en initiator is Matthew Hess, een Amerikaan die al enige jaren poogt een verbod op deze besnijdenis in de Verenigde Staten te bewerkstelligen. In zijn stripreeks treedt Foreskin Man succesvol op tegen de boosaardige arts Dr. Mutilator, en Monster Mohel, een personage verbeeld als een grimmig uitziende jood die een rituele besnijdenis wil uitvoeren. 

## Kritiek
Een aantal critici vermoedt of stelt dat de blonde blauwogige Foreskin Man een antisemitisch karakter heeft.